# Město Albrechtice
Město Albrechtice (hist. niem. Olbersdorf) – miasto w Czechach, w kraju morawsko-śląskim, na Śląsku Opawskim (z wyjątkiem części osady Piskořov, która jest morawską enklawą), przy granicy z Polską, około 21 km od Prudnika.
Według danych z 31 grudnia 2003 powierzchnia miasta wynosiła 6527 ha, a liczba jego mieszkańców 3638 osób.

## Podział

### części gminy
- Burkvíz
- Česká Ves
- Dlouhá Voda
- Hynčice
- Linhartovy
- Město Albrechtice
- Opavice
- Piskořov
- Valštejn
- Žáry

### gminy katastralne
- Burkvíz
- Česká Ves u Města Albrechtic
- Dlouhá Voda
- Hynčice u Krnova
- Linhartovy
- Město Albrechtice
- Opavice
- Piskořov
- Valštejn
- Ztracená Voda

## Demografia
| Rok             | 1970 | 1980 | 1991 | 2001 | 2003 |
| --------------- | ---- | ---- | ---- | ---- | ---- |
| Liczba ludności | 3237 | 3407 | 3580 | 3626 | 3638 |

## Transport
W gminie jest drogowe miejsce przekraczania granicy Město Albrechtice – Opawica z Polską, dla pojazdów o nośności do 3,5 tony.

## Osoby urodzone w Měście Albrechticach
- Gottfried Rieger (1764–1855), kompozytor i dyrygent, urodzony w Opavicy[2]
- Leopold II von Sedlnitzky (1787–1871), biskup wrocławski, urodzony w Linhartovach
- Albert Adam (1824–1894), malarz, urodzony w Hynčicach[3]
- Alois Fietz (1890–1968), niemiecki archeobotanik[4]
- František Gel (1901–1972), czeski dziennikarz[5]

## Miejscowości partnerskie
W 2020 r. miejscowościami partnerskimi Albrechtic były:
- Polska
  - Biała
  - Głubczyce
  - Komprachcice
  - Lubrza
  - Prudnik

- Włochy
  - Precenicco